# Neolítico precerámico B
El Neolítico precerámico B (PPNB, por el inglés Pre-Pottery Neolithic B) es una de las fases del Neolítico en Oriente Próximo. Sigue a la fase del Neolítico precerámico A (PPNA) y, al igual que la PPNA, se estableció sobre la base de la estratigrafía del yacimiento de Jericó por Kathleen Kenyon. Abarca unos 2000 años entre principios del noveno milenio y principios del séptimo milenio a. C.
El PPNB se extiende por el Levante mediterráneo y las regiones vecinas (sudeste de Anatolia, Chipre), y es una fase caracterizada por la presencia de aldeas sedentarias, a veces muy grandes, cuya población empezaba a dominar la agricultura y/o la ganadería. Por ello, se considera la fase de finalización del proceso neolítico, que ve la aparición de las sociedades agrícolas. Así pues, estas sociedades comparten un modo de vida similar, con una arquitectura rectangular, técnicas artesanales (corte de piedras duras, vasos de piedra pulida, industria ósea) y prácticas religiosas relacionadas (manipulación de los cuerpos de los muertos, en particular de sus cráneos), y están vinculadas por los intercambios de objetos (en particular de obsidiana), aunque existan divergencias culturales. Por tanto, no se trata de un conjunto cultural homogéneo, sino de una koineización, una «esfera de interacciones».

## Cronología
La mejora de las técnicas de datación por radiocarbono y el creciente número de excavaciones de yacimientos de este periodo permiten establecer un marco cronológico mucho más preciso, que difiere notablemente del propuesto por Kenyon.
El PPNB abarca, a grandes rasgos, el 9.º milenio a. C., el 8.º milenio a. C. y el inicio o la primera mitad del 7.º milenio a. C. Se divide en tres fases, a las que se añade ocasionalmente una cuarta, también llamada Neolítico precerámico C, para el sur del Levante:
|                 | K. Wright | A. N. Goring-Morris y A. Belfer-Cohen (Levante sur) | P. Akkermans (Levante norte) |
| PPNB antiguo    | 8940-8460 | 8500-8250                                           | 8700-7500                    |
| PPNB medio      | 8460-7560 | 8250-7500                                           | 8700-7500                    |
| PPNB reciente   | 7560-6940 | 7500-7000                                           | 7500-6900                    |
| PPNB final/PPNC | 6940-6400 | 7000-6400                                           | -                            |

A diferencia del PPNA, no está subdividido en entidades arqueológicas regionales distintas.

## Extensión geográfica y naturaleza del PPNB

Localización de los principales yacimientos del Neolítico precerámico B.

El núcleo geográfico del PPNB se encuentra en el Levante, es decir, principalmente en Siria, el norte y el oeste de Irak, Jordania, Líbano, Israel y Palestina.
Los límites de su extensión difieren según los investigadores. Comúnmente se incluye el sureste de Anatolia, y a veces su parte central, pero en 2002 M. Özbaşaran y sus colegas propusieron otra cronología para esta región, la fase contemporánea del NPPB que entonces correspondía aproximadamente a la fase de Anatolia Early Central Anatolia II (ECA II). Los descubrimientos realizados en Chipre a partir de la década de 1990 permiten incluir esta isla en la zona de ampliación del PPNB.
La presencia del PPNB en los Zagros iraníes sigue siendo objeto de debate, ya que esta fase es aún muy poco conocida en esta región. Esta denominación no suele utilizarse para esta región, pero también participa en las primeras experiencias de domesticación, atestiguadas en Ganj Dareh y Chogha Golan. Lo mismo ocurre con los yacimientos de la Mesopotamia superior oriental situados entre el Zagros y el Jezirah (Nemrik, Magzalia).
Hacia el sur, el PPNB no está documentada en la península arábiga y, hacia el oeste, no llega al Valle del Nilo, todavía poblado por cazadores-recolectores. El oeste y el norte de Turquía están excluidos.
La dificultad para establecer el área de extensión de esta fase está relacionada no sólo con el estado de la investigación, sino sobre todo con la cuestión de los criterios que la definen. Algunos aspectos tradicionalmente asociados al PPNB tienen un área de extensión que va más allá de su supuesto marco geográfico o, por el contrario, están ausentes de ciertos sitios que por otros aspectos son considerados PPNB. Además, la extensión de los aspectos del PPNB evoluciona con el tiempo.
A la hora de definir qué es el PPNB y cuáles son los vínculos entre estas regiones tan diversas, se ha propuesto concebirlo como una koineización o como una «esfera de interacciones» (O. Bar-Yosef y A. Belfer-Cohen), sucediendo a un PPNB en el que se afirma más la variedad regional. Esto sería visible en la puesta en común de rasgos comunes y en el intercambio de objetos portadores de significado simbólico en gran parte de este espacio: se trata de la economía agropastoral, así como del intercambio de obsidiana, de los métodos de corte de la piedra, de la arquitectura cuadrangular o del «culto a los cráneos». S. Kozlowski ha puesto de relieve la existencia de una industria lítica común a este koinè, la Big Arrowheads Industries (BAI).. Para J. Cauvin ve el PPNB como un fenómeno cultural «conquistador», que se convierte en suprarregional, con su centro en el norte del Levante, más concretamente en el Éufrates medio, donde los cambios de mentalidad y cultura preceden a los cambios arquitectónicos, técnicos, sociales y económicos que son las señas de identidad de este periodo (la agricultura y la ganadería, el paso de la arquitectura redonda a la rectilínea, la «religión del toro», etc.). Otros consideran el periodo más bien desde el punto de vista de la diversidad. En el centro de este problema se encuentra la cuestión de cómo interpretar la evolución de las regiones que se convirtieron en neolíticas durante este periodo, como Chipre o Anatolia Central (¿aculturación, colonización, interacción o expansión de una cultura dominante?

## Ocupación de territorio y hábitat

### Evolución del poblamiento
Teniendo en cuenta el número y el tamaño de los yacimientos, la población de la fase PPNB era, pues, mayor que la de la fase precedente. En la meseta jordana y en el Éufrates medio también aparecen pueblos más grandes, conocidos como "megasitios". Este crecimiento se atribuye generalmente al desarrollo agrícola, pero también hay yacimientos cuyo desarrollo parece estar vinculado a la función de centros ceremoniales de comunidades importantes (Göbekli Tepe, Kfar-Hahoresh).
Los yacimientos del SCH se desarrollan en una gran variedad de entornos, como las mesetas turcas, los valles fluviales (Tigris y Éufrates), las zonas montañosas (Zagros, montes Tauro) y las regiones marítimas (Chipre). Además, el clima no es homogéneo a lo largo del tiempo. El período que siguió al final de la última glaciación fue testigo de varias crisis climáticas importantes  que provocaron cambios significativos en la vegetación y la fauna de estas regiones.
En el Éufrates medio, la densidad de los asentamientos no cambia significativamente entre el PPNA y el PPNB reciente: algunos sitios siguen ocupados (Mureybet), otros abandonados (Jerf el Ahmar), otros son fundaciones (Abu Hureyra, Halula, Dja'de), y son sitios pequeños de menos de 1 ha. Algunos de ellos crecen durante la fase media, siendo el crecimiento especialmente marcado para el PPNB reciente entre el 7500 y el 7000 a. C.: sitios como Abu Hureyra, Haloula alcanzan entonces quizás 7-8 hectáreas, y sobre todo han aparecido muchos sitios pequeños, ya sean ocupaciones temporales o verdaderos poblados.
En el oeste de Siria y en el Líbano, también se observa una baja densidad al inicio del PPNB, a pesar de la aparición de un yacimiento importante como Tell Aswad en Damasco, y de otros más pequeños, probablemente temporales en su mayoría. Pero los conocimientos sobre el poblamiento neolítico de esta región siguen siendo muy parciales. Para el PPNB aparecen nuevos pueblos: Ghoraifé y Ramad en Damasco, Ras Shamra y Biblos en la costa.
En el Levante meridional, el PPNB antiguo parece ser un periodo de poblamiento escaso, con pocos yacimientos conocidos (Motza, Kfar-Hahoresh). En cambio, en los períodos siguientes se observa su densificación, y un pico durante el PPNB reciente y final. Los antiguos emplazamientos del PPNA suelen estar abandonados o reocupados tras un paréntesis (Jericó, Nahal Oren). La zona costera ha producido pocos yacimientos, mientras que hay una mayor concentración de yacimientos en el interior, en el valle del Jordán (el «corredor levantino») y en Transjordania. Se trata, en particular, de las zonas semiáridas, que parecen estar cada vez más pobladas al final del periodo, pero los emplazamientos esteparios son generalmente estacionales y los pueblos permanentes se fundan cerca de manantiales perennes. 'Ain Ghazal y Wadi Shu'aib son los yacimientos interiores más importantes del período antiguo, para el período final aparecen otros (As-Safiya, Basta, 'Ain Jammam), de hasta 15 ha. En la región de Petra se fundaron pueblos (Shaqarat Mazyad, Beidha, Ba'ja).
En los espacios áridos y semiáridos del Levante interior (márgenes del desierto sirio-árabe, Sinaí), se identifican huellas de asentamiento de comunidades cazadoras-recolectoras no sedentarias en pequeños yacimientos de menos de 0,1 hectáreas, donde se encuentran restos vegetales y animales, así como losas de molienda, construcciones a veces duras y tumbas. Se trata de lugares estacionales, en los que las comunidades se desplazan a distintas zonas geográficas en función de la estación (pequeñas colinas en verano, zonas protegidas de los vientos invernales). Queda por ver qué tipo de interacciones tenían estos grupos con los agricultores sedentarios con los que estaban obligados a entrar en contacto, ya sea pacífico o bélico.
En el sureste de Anatolia, el inicio del PPNB no supone una ruptura con el periodo anterior, sino una fase de desarrollo e innovación. Los emplazamientos se establecen en diferentes tipos de lugares: Gürcütepe, Cafer Höyük y Çayönü están en llanuras aluviales, Gritille Höyük y Mezraa-Teleilat están en las orillas de los ríos, Nevalı Çori en una terraza de piedra caliza, Göbekli Tepe y Karahan Tepe en las cimas de las colinas, Akarçay Tepe en una meseta, etc.
En general, el abandono de las aldeas tras varios siglos de ocupación es común en todo el periodo, y puede depender de una gran variedad de causas25. En particular, el final del PPNB antiguo está marcado por el declive de las grandes aldeas y el abandono de muchos yacimientos en ciertas regiones, especialmente el Levante meridional y Anatolia. Las causas de este fenómeno son debatidas, y probablemente plurales, y pueden variar según el lugar: climáticas, con el Evento climático de 8200 AP (es decir, hacia el 6400 a .C.), un episodio breve (unos 200 años) pero intenso de degradación climática; degradaciones vinculadas a la sobreexplotación del medio ambiente por parte de las comunidades sedentarias a largo plazo; quizás epidemias, conflictos u otras perturbaciones sociales.

### La organización de los poblados

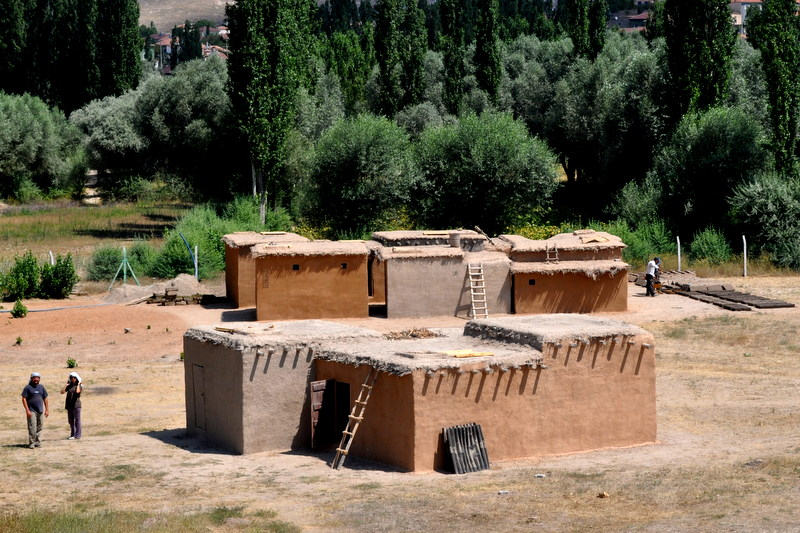
Reconstrucción de casas en Aşıklı Höyük (Turquía)

Algunos sitios son especialmente extensos, como 'Ain Ghazal (Siria), Çatal Höyük y Aşıklı Höyük en Turquía. Sin embargo, hay sitios mucho más pequeños con probablemente solo unos pocos grupos familiares, por ejemplo en el sur del Levante al final del PPNB.
Se perciben avances notables en el uso del espacio del poblado, que es más reflexivo y da testimonio de una organización colectiva. Este es el caso de Çayönü, donde aparece un espacio abierto desarrollado, la «Plazza», donde se desarrollan varias actividades, probablemente en relación con los sucesivos «santuarios» que la bordean. Otros espacios abiertos ajardinados están atestiguados en otros lugares (Beidha, Nemrik, M'lefaat), así como la cuidadosa colocación de supuestos lugares de culto.
Abu Hureyra, en Siria, abarca 12 ha en el PPNB reciente y se caracteriza por la densidad de las viviendas. Las casas constan de cinco o más habitaciones. Construidas con ladrillos de barro, están separadas entre sí por algunos patios y pasillos estrechos. Algunos yacimientos muestran indicios de una disposición concertada: una orientación similar de los edificios en determinados niveles en Çayönü y Cafer Höyük), una disposición en hileras en Çayönü y Nemrik, o en corona en M'lefaat. En algunos casos, las casas están separadas por espacios que son una extensión de las mismas, ya que contienen chimeneas, herramientas de molienda, zonas de aserrado, etc. En cambio, otros lugares presentan un hábitat más agrupado (Beidha). Por último, se han encontrado muros de recinto en Jericó, Beidha y también Nevalı Çori; la presencia de un muro interior en Haloula es más enigmática.

### Arquitectura doméstica y comunitaria

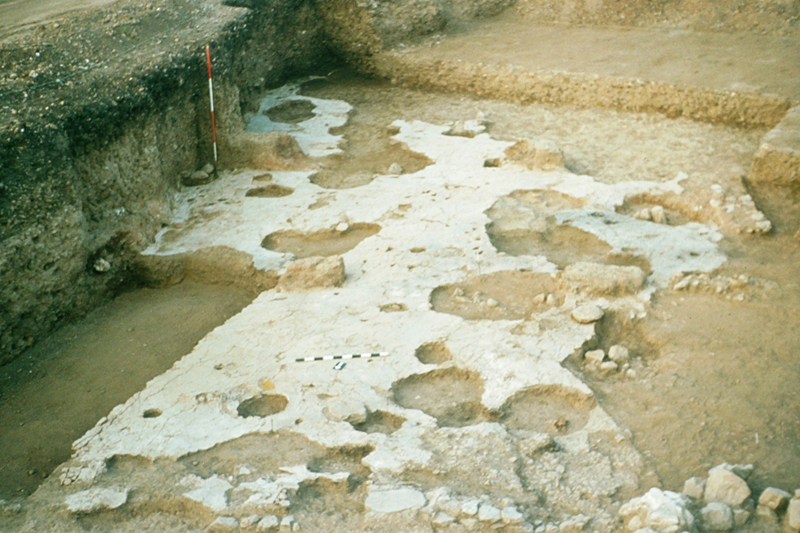
Suelos enlucidos del yacimiento de Yiftahel (Israel).

Mientras que las viviendas del PPNA eran de planta circular o elíptica, las del PPNB eran cuadrangulares.. Progresivamente fueron creciendo en tamaño y complejidad, con la aparición de habitaciones funcionales, lo que muestra una nueva concepción de la casa, que ya no era un simple lugar de cobijo y residencia, a diferencia de los inicios de la sedentarización, sino un «hogar», un lugar de vida y expresión para un determinado grupo familiar.
Esta transición puede observarse desde el final del PPNA en el Éufrates medio, en particular en Jerf el Ahmar, donde las formas de las construcciones eran muy diversas. En el pequeño yacimiento Dja'de El Mughara, en el Éufrates medio, datado a principios del PPNB, hay pequeños edificios rectangulares de una sola habitación que hfueron objeto de numerosas reformas; coexistieron con estructuras menos duraderas.
En el sureste de Anatolia, a finales del PPNA se desarrollaron complejos modelos arquitectónicos rectangulares que dieron lugar a grandes edificios de piedra que por primera vez combinaban varios espacios domésticos con diferentes funciones: almacenes, hogares y patios. La planta de estos primeros edificios era cuadriculada (Channeled Building, en Çayönü), y luego se aprecia una organización tripartita del espacio (Edificio canalizado y Edificio empedrado, en Çayönü), también atestiguado en Nevalı Çori y Caferhöyük), luego durante la fase reciente del PPNB aparecieron construcciones más masivas, probablemente con dos niveles (Cells Plan Building en Çayönü).
En el Levante meridional, el plano de la casa también era más elaborado durante el PPNB medio y reciente. Se trataba de casas megaron o «corredor», construcciones rectangulares con grandes habitaciones, organizadas en un plano tripartito y que, obviamente, servíann de residencia para una familia nuclear. Probablemente incluían una primera planta, destinada a actividades domésticas, mientras que el sótano, semienterrado, incluía espacios de almacenamiento y talleres. Otras casas se organizaban de forma similar pero alrededor de un patio central.
Los materiales de construcción, que variaban según las regiones y las fases consideradas, eran la mayoría de las veces ladrillos sin cocer y a veces, como en Mureybet (Siria), adobe. En muchos yacimientos, los suelos y las paredes se cubrían con un revoco de cal preparado a partir de piedra caliza. Su superficie, cuidadosamente pulida, se pintaba con frecuencia en diferentes colores, por ejemplo, en blanco en Yiftahel (Israel) o en negro en Abu Hureyra (Siria).
Se han identificado grandes edificios públicos en varios yacimientos del PPNB, como Çayönü y Nevalı Çori en los Tauro-Zagros, Beidha en el sur de Jordania, etc. Algunos estaban relacionados con prácticas funerarias, otros eran lugares de reunión.
Por último, en varios casos, es la naturaleza de un sitio en su conjunto la que plantea dudas. Göbekli Tepe, un yacimiento fundado en el PPNA pero aún ocupado a principios del PPNB, se caracteriza por sus estructuras circulares y sus grandes pilares de piedra. En el PPNB toman el relevo estructuras rectangulares más pequeñas, con algunos pilares en varios casos. Este sitio se interpreta generalmente como un gran santuario, a veces como una aldea (véase más abajo).
Se conservan pinturas murales en varios yacimientos, siendo las más antiguas las de Dja'de. En el yacimiento de Bouqras se descubrió un fresco que representa a grullas. Los patrones geométricos eran comunes, como en Tell Halula (Siria). El yacimiento de Çatal Höyük, fundado en las postrimerías del PPNB, se caracteriza por la abundancia de decoraciones arquitectónicas (en particular, bucráneos) y pinturas murales que representan, entre otras cosas, la captura de animales salvajes (uross, cérvidos).

## Domesticación de plantas y animales

Ubicación de los fogones identificados para la domesticación de cereales en el Oriente Próximo: agricultura predoméstica (cursiva) y domesticaciones morfológicas (derecha).

El modo de vida de los habitantes de la región del PPNB variaba obviamente de una región a otra en función de los recursos disponibles y de las condiciones ambientales. Las plantas y los animales silvestres eran un componente importante de la dieta en la mayoría de los yacimientos, incluso en las fases más recientes. Hasta la fecha, en la costa de Levante mediterráneo y en Chipre, hay muy pocos indicios de pesca en el mar, aunque la navegación marítima se dominaba perfectamente.
El PPNB se caracteriza sobre todo por la acentuación del proceso de domesticación de las especies animales y vegetales, probablemente iniciado en el PPNA (una agricultura “predoméstica”)
- Al menos 11 plantas distintas fueron domesticadas durante este periodo, lo que se atestigua con seguridad por la aparición en los yacimientos de plantas morfológicamente domesticadas (las unidades de dispersión o espiguillas permanecen adheridas al grano mientras que se dispersan en las variedades silvestres): principalmente la cebada, las lentejas, las habas, los garbanzos, la escaña menor, el trigo farro, el lino, los guisantes y el centeno.[16]
- Se domesticaron al menos cuatro especies de animales: vacas, cabras, cerdos y ovejas16. La explotación de los productos secundarios de estos animales, sobre todo la leche, puede haber comenzado ya en el PPNB medio, entre el 8000 y el 7500 a. C.[38] A estas especies, vinculadas a la alimentación, hay que añadir el perro, que ya estaba domesticado desde hacía mucho tiempo pero que era especialmente raro hasta entonces, y el gato, del que el primer ejemplar conocido fue desenterrado en el yacimiento de Shillourokambos, en Chipre.

Este proceso de domesticación de plantas y animales tuvo lugar, obviamente, en varios lugares al mismo tiempo. Las formas domesticadas de las plantas aparecen al mismo tiempo en el sur y el norte del Levante, en Chipre y en los Zagros iraníes18. En consecuencia, algunos yacimientos seguían viviendo en gran medida de los recursos vegetales y animales silvestres en una fase avanzada del PPNB, mientras que en otras zonas las plantas cultivadas y la carne de animales domesticados constituían la base de la dieta. Estas importantes diferencias están relacionadas en parte con el entorno. Por ejemplo, la caza seguía siendo importante en el yacimiento de Bouqras de finales del PPNB, porque estaba situado en un entorno bastante desértico1. Además, los yacimientos de Anatolia parecen haber sido menos dependientes de la agricultura que los de Levante, y la caza y la recolección siguieron siendo esenciales para la subsistencia hasta el final del PPNB.

## Producciones materiales

### Herramientas de piedra y roca talladas

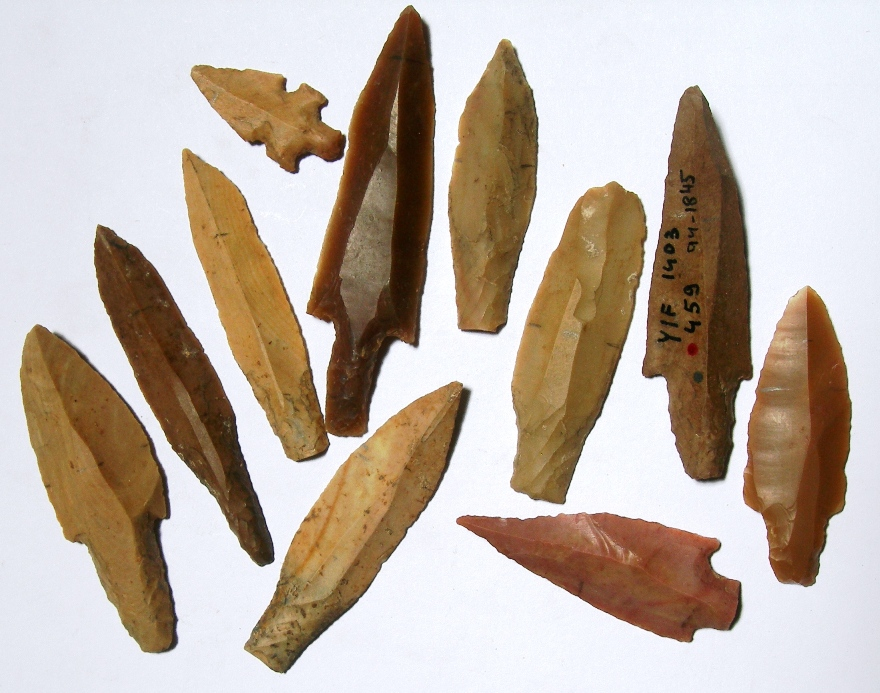
Puntas de flecha de Yiftahel (Israel)

La utillería se realizaba con diferentes rocas, cuyos filones estaban a veces muy alejados de los yacimientos. 
Este es el caso, en particular, de la obsidiana, cuyos principales yacimientos estaban en el centro y el este de Anatolia. Uno de los yacimientos se encontraba cerca de Kaletepe en Anatolia central, que contaba con talleres de corte, produciendo en particular hojas de gran tamaño (15 × 1,5 cm). La obsidiana de Capadocia está atestiguada, por ejemplo, en Mureybet en Siria, a varios cientos de kilómetros de las fuentes.
También se extraían diversos sílex que, en ocasiones, se distribuían a grandes distancias. Las minas de sílex más antiguas de la región están atestiguadas cerca del sitio de Ain Ghazal en Jordania.
Se utilizaron varias técnicas y métodos para obtener las lascas y hojas líticas utilizadas como herramientas. Alrededor del 8000 a. C., apareció un método particular de preparación de núcleos líticos: el lascado naviforme. Las hojas se desprendían de los núcleos mediante percusión directa suave. Este método se extendió rápidamente en todas las zonas de Anatolia, excepto en algunas, y desapareció durante o justo después del PPNB reciente.
La técnica de la talla lítica experimental también está atestiguado ya en el PPNB antiguo en varias regiones. Sin embargo, se abandonó en Anatolia Central a principios del 8000 a. C. Por el contrario, se desarrolló en el sur de Anatolia, donde se perfeccionó hasta permitir la producción de hojas que podían alcanzar o superar 30 cm de longitud. Los talladores del PPNB también aprendieron a dominar el calentamiento controlado de los núcleos, lo que mejoró la capacidad de corte de los cantos rodados.
Las hojas de los núcleos naviformes se retocaban muy a menudo en forma de puntos de diversas dimensiones. Estas puntas, atestiguadas en muchos yacimientos como Biblos, se utilizaban para diferentes tareas, algunas sin duda como armas (puntas de flecha). Las más grandes se usaban como cuchillos. Otras hojas se utilizaban como hoces, como demuestran los ejemplares encontrados en Hagoshrim. Las hojas por presión también se utilizaron para diversas tareas, incluso como hoces.

### Vasijas blancas e inicios de la cerámica
Las vasos de terracota fueron desconocidas durante la mayor parte del PPNB. La primera cerámica está atestiguada en varios yacimientos datados en la segunda mitad del VIII milenio a. C. Se denominan “vasos blancos” por su color. La técnica empleada para fabricarlos se inspiró probablemente en la utilizada para los muros y suelos preparados con cal. Estos recipientes también se fabricaban con cal y ceniza gris. Tenían forma de cestas. Están atestiguados en todos los pueblos de la zona principal de desarrollo del PPNB.
En la misma época aparecieron recipientes de terracota, obviamente inspirados en las vasijas blancas y también en las vasijas de barro sin cocer. Los estilos más antiguos, que datan de finales del PPNB, son todavía poco conocidos; se han encontrado en Tell el-Kerkh, en el oeste de Siria, y en Seker al-Aheimar, en el valle del río Jabur, y otros parecen desarrollarse al mismo tiempo o poco después en los Zagros centrales y Anatolia central. La cerámica se vuelve rápidamente abundante en algunos yacimientos como Tell Aswad en el norte de Siria. La forma de los ejemplos más antiguos es sencilla. Son monocromos, de color claro, con una superficie lustrosa, pero en algunos sitios, en Bouqras por ejemplo, tienen decoraciones geométricas pintadas.

### Otras producciones materiales

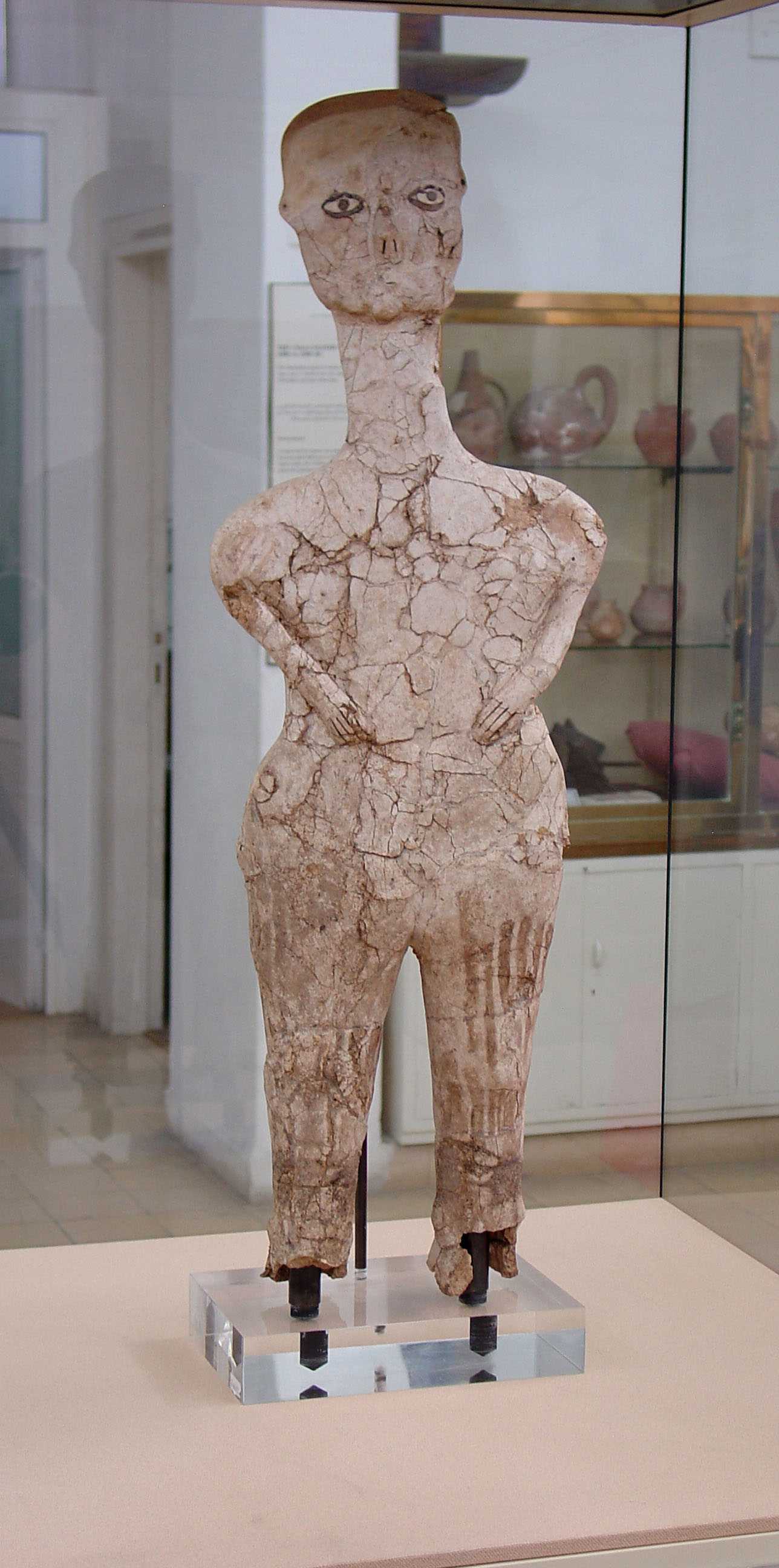
Estatua de yeso de Ain Ghazal (Museo Arqueológico de Jordania).

Los yacimientos del PPNB suelen tener una gran variedad de objetos, generalmente de muy alta calidad técnica.
En Levante, el hueso y el cuerno se utilizaban para fabricar punzones, cuchillos planos, herramientas de corte, agujas y cuentas tubulares mediante diversas técnicas. Más raramente, se utilizaban para fabricar grandes anzuelos o asas de asta. Los pulidores óseos aparecen en el PPNB final, su función precisa es aún desconocida.

Se ha informado de la existencia de hachas pulidas de roca en yacimientos como Mureybet y Tell Abu Hureyra. También se utilizaba una roca equivalente para fabricar artículos de joyería, como cuentas de piedra.
En varios yacimientos aparecen objetos raros de cobre nativo. El metal, calentado previamente, se utilizaba para fabricar pequeños objetos, sobre todo objetos de adorno, pero también pueden incluirse herramientas utilizadas en otras actividades, por ejemplo en el corte de rocas.
Este es el uso más antiguo que se conoce del metal, pero sin dominar la fundición del mismo. Por tanto, no puede llamarse metalurgia.
La cestería está documentada principalmente por vestigios indirectos, sobre todo para el final del periodo por la huella dejada en los vasos de terracota antes de su cocción. Las diferencias regionales son perceptibles: la cerámica impresa y las “esteras superpuestas” se concentran esencialmente en el sur de Levante y en Damasco, mientras que las “cesterías en estera” se concentran en el norte. Incluso antes de su uso para moldear recipientes, la terracota se utilizaba para la realización de figuras, principalmente animales, mujeres y personajes de sexo indeterminado. Además de estas pequeñas figuras, también hay verdaderas estatuas, especialmente en el yacimiento de 'Ain Ghazal. Están hechas de yeso sobre un armazón vegetal. Al final o justo después del PPNB aparecen pequeños tampones, la mayoría de las veces de color terracota.

## Prácticas funerarias y rituales
Las prácticas funerarias del PPNB eran muy variadas, lo que no es sorprendente debido a su extensión temporal y geográfica, aunque varias tendencias importantes son perceptibles.
En primer lugar, la práctica de inhumar a los muertos bajo el suelo de las casas estaba muy extendida. En Tell Aswad, durante el final del antiguo PPNB, 12 personas fueron enterradas en dos casas, bajo el suelo, delante (paralelamente) o en la pared. En un caso se extirpó el cráneo. En Çayönü se reunían los huesos de los difuntos en un edificio específico (“edificio de los cráneos”), al igual que en Dja'de (la “casa de los muertos”). En otros casos los fallecidos parecen estar enterrados en cementerios fuera de las zonas residenciales. El primer testimonio de cremación en el Levante data de finales del PPNB (o PPNC), en Baysamun.

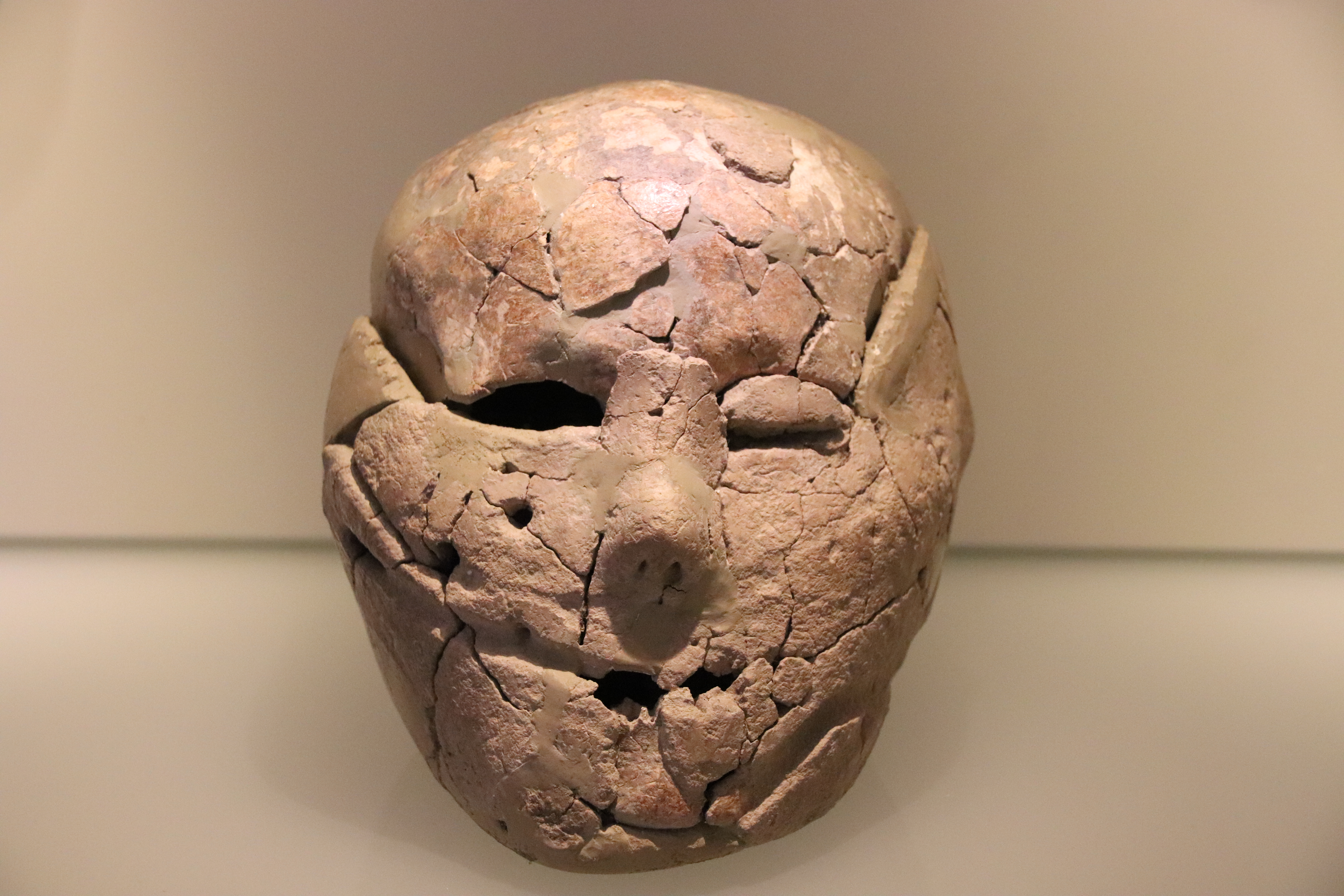
Cráneo sobremodelado procedente del yacimiento de Baysamun (Israel)

Las prácticas de manipulación de los cuerpos de los difuntos con fines rituales continúan y son una característica de la esfera cultural del PPNB. En particular, los cráneos de los difuntos han sido a menudo objeto de un trato especial y a veces eran separados del cuerpo, lo que está relacionado con un «culto a los cráneos» que podría ser un testimonio de un culto a los antepasados. Se han documentado varios casos de agrupación de calaveras y de exposición de cráneos, en particular en los edificios mencionados anteriormente en  Çayönü y en Dja'dé. Se han encontrado cráneos sobremodelados en varios yacimientos, principalmente en el sur del Levante y en la región de Damasco. El rostro del difunto se reconstruía sobre su cráneo con una máscara de yeso, a veces de una precisión y calidad excepcionales. Los ojos eran sustituidos por conchas. Así, en Tell Aswad, a finales del periodo medio o principios del PPNB, dos áreas funerarias sucesivas fueron creadas por un depósito de cráneos sobremodelados enterrados en fosas. En Göbekli Tepe se han encontrado tres cráneos con incisiones que podrían indicar la presencia de una decoración que ya ha desaparecido.
La identificación de las construcciones destinados al culto es a menudo objeto de debates, a falta de elementos decisivos a los ojos de todos los especialistas, sobre todo porque estos edificios pueden haber tenido varias funciones. Loas construcciones  y espacios que diferían en tamaño y disposición de los espacios residenciales se consideran lugares religiosos potenciales. El sureste de Anatolia ofrece varios estudios de casos sobre este tema. En Çayönü, la “casa de los cráneos” («Skull Building»), con sus 49 cráneos originalmente alineados en estantes, así como los enterramientos secundarios y primarios cubiertos con losas, se considera una construcción con función cultual; tras su quema, obviamente intencionada, se sustituye por la "“construcción del terrazo”, que se abre a la “plaza”, un espacio abierto con monolitos, que pudo tener una función cultual. Nevalı Çori cuenta con otras construcciones potencialmente religiosas, las “construcciones de culto”, que están construidos en tres niveles, con pilares en forma de T encastrados en bancos murales y otros en posición central. En Göbekli Tepe se levantaron construcciones similares en el nivel II, correspondiente a los primeros siglos del PPNB, sustituyendo desde el punto de vista funcional a los “recintos” circulares u ovoides levantados en el PPNB (nivel III).  Según los excavadores de este último yacimiento, servía de santuario para una comunidad ritual de personas que vivían en los alrededores y fuera de ellos, que se reunían allí para celebrar fiestas.
En el Levante meridional, los yacimientos también pueden haber servido como centros de culto regionales. Kfar-Hahoresh en el valle de Jezreel es una necrópolis en la que las tumbas suelen estar enlucidas y encerradas en recintos rectangulares, que pueden haber servido a varias comunidades que se reunían allí para celebrar ceremonias. Los objetos encontrados en la Hahal Hemar en el desierto de Judea, como máscaras de piedra, cuentas de madera, de piedra y de concha, figurillas de madera, cráneos sobremodelados y diversas vasijas, parecen indicar una asamblea ritual.

## Organización social
Las poblaciones de la fase PPNB eran esencialmente sedentarias. Vivían de la caza y la recolección, y algunos de la agricultura y la ganadería.
Las diversas producciones materiales, muchas de las cuales dan testimonio de una inversión muy importante, indican el desarrollo de la artesanía y los intercambios entre las distintas comunidades. Estos intercambios pueden haber sido bastante intensos, como lo demuestran las frecuentaciones muy regulares de Chipre por grupos procedentes del continente.
Las herramientas de roca tallada, especialmente la obsidiana, son uno de los elementos más reveladores de la intensidad y las modalidades de estos intercambios. Se descubrieron 4000 elementos de obsidiana de Anatolia en el yacimiento de Akanthou-Arkosykos-Tatlısu-Çiftlikdüzü en Chipre. Por otra parte, en Siria, el análisis muy fino de los elementos de roca tallada del yacimiento de Tell Sabi Abyad sugiere la presencia de talladores itinerantes especializados en la producción a presión de hojas de obsidiana. Además, se han descubierto talleres especializados cerca de los yacimientos de obsidiana de Capadocia. Su estudio ha demostrado que los objetos de piedra tallada cuidadosamente seleccionados se distribuyeron a lo largo de 900 km de distancia. Los cuencos de clorita, las conchas, el betún o el cinabrio también circulaban a grandes distancias. En Aşıklı Höyük, el grano nacional no se producía localmente, sino que se importaba, según Henk Woldring.
Así, estos intercambios parecen atestiguar formas de integración cultural entre varias regiones, compartiendo un conjunto de marcadores materiales, que quizás sirvan para identificar grupos, o para distinguir individuos preeminentes. Es probable que no todos los miembros de un pueblo tuvieran la capacidad de adquirir todas estas producciones especializadas, especialmente las que demuestran una inversión técnica excepcional. Sin embargo, hay pocos indicios de una jerarquización significativa de la población durante el PPNB, aunque no son infrecuentes los signos de desigualdad. Por ejemplo, en Çayönü, en Turquía, hay una serie de casas que destacan por su tamaño y por la riqueza de los objetos que se han encontrado en ellas. Por otro lado, los cráneos sobremodelados que muestran un cuidado muy especial por el difunto son raros y esta práctica estaba por tanto reservada a unos pocos individuos, quizás del grupo de la élite o incluso de familias dominantes;
  pero, por otro lado, otros lo ven como un reflejo de los ritos comunitarios destinados a garantizar la homogeneidad del grupo del pueblo, la paz social y a limitar la afirmación de una élite.  La presencia de “jefes” y de organizaciones amplias parece implícita en el desarrollo de los santuarios, así como en la capacidad de colonizar la isla de Chipre mediante el transporte de animales y equipos en barco. Los guijarros y sellos grabados encontrados en los yacimientos del PPNB parecen servir para identificar a individuos o grupos, y algunos objetos tipo ficha podrían estar destinados a la contabilidad..